# Orquestra Filarmônica de Auckland
A Orquestra Filarmônica(pt-BR) ou Filarmónica(pt-PT?) de Auckland, é uma orquestra fundada no início da década de 1980 em Auckland, tornando-se a maior da Nova Zelândia. 

## História
Em 1980, 19 músicos da recém acabada Symphonia of Auckland fundaram uma nova orquestra, com o nome de Orquestra Filarmônica de Auckland. Residente em Auckland, Nova Zelândia, a orquestra apresenta mais de 145 concertos por ano e acompanha a ópera nacional e o ballet. A orquestra apresentou-se com grandes nomes da música, incluindo Plácido Domingo, José Carreras, Luciano Pavarotti, Moura Lympany, Julian Lloyd Webber, Nigel Kennedy, Diana Krall e a Dama Kiri Te Kanawa, a patrona da orquestra.
Em setembro de 2008, a orquestra apontou Eckehard Stier como diretor musical. Passaram pela orquestra maestros como Edvard Tchivhel, Enrique Diemecke, Miguel Harth-Bedoya e Roy Goodman.